# Teoría de placas y láminas

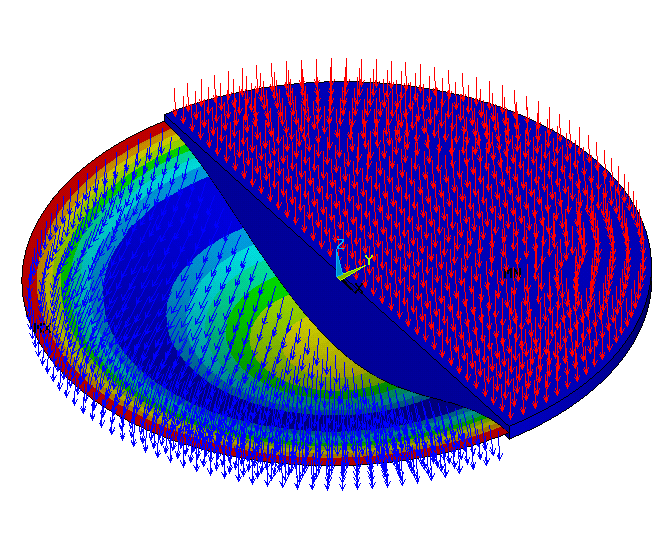
Flexión de una placa circular empotrada en su contorno bajo la acción de una carga vertical distribuida uniformemente. La mitad izquierda muestra la forma deformada y la mitad derecha muestra la forma no deformada. La simulación mediante elementos finitos fue llevada a cabo mediante el software Ansys.

En ingeniería estructural, las placas y las láminas son elementos estructurales que geométricamente se pueden aproximar por una superficie bidimensional y que trabajan predominantemente a flexión. Estructuralmente la diferencia entre placas y láminas está en la curvatura. Las placas son elementos cuya superficie media es plana, mientras que las láminas son superficies curvadas en el espacio tridimensional (como lás cúpulas, las conchas o las paredes de depósitos).
Constructivamente son sólidos deformables en los que existe una superficie media (que es la que se considera que aproxima a la placa o lámina), a la que se añade un cierto espesor constante por encima y por debajo del plano medio. El hecho de que este espesor es pequeño comparado con las dimensiones de la lámina y a su vez pequeño comparado con los radios de curvatura de la superficie, es lo que permite reducir el cálculo de placas y láminas reales a elementos idealizados bidimensionales.

## Cálculo de placas

### Hipótesis de Reissner-Mindlin

Deformación transversal de una placa en la hipótesis de Reissner-Mindlin donde θ_{i} y dw/dx_{i} no tienen necesariamente que coincidir.

Las hipótesis de Reissner-Mindlin son un conjunto de hipótesis cinemáticas sobre cómo se deforma una placa o lámina bajo flexión que permiten relacionar los desplazamientos con las deformaciones. Una vez obtenidas las deformaciones la aplicación rutinaria de las ecuaciones de la elasticidad permite encontrar las tensiones, y encontrar la ecuación que relaciona desplazamientos con las fuerzas exteriores.
Las hipótesis de Reissner-Mindlin para el cálculo elástico de placas y láminas son:
1. El material de la placa es elástico lineal.
2. El desplazamiento vertical para los puntos del plano medio no depende de z: uz(x, y, z) = w(x, y).
3. Los puntos del plano medio solo sufren desplazamiento vertical: ux(x, y,0) = 0, uy(x, y,0) = 0.
4. La tensión perpendicular al plano medio se anula: σzz= 0.

Como consecuencia los desplazamientos horizontales solo se dan fuera del plano medio y solo se producen por giro del segmento perpendicular al plano medio. Como consecuencia de las hipótesis de Reissner-Mindlin los desplazamientos pueden escribirse como:

{\displaystyle {\begin{cases}u_{x}(x,y,z)=-z\theta _{x}(x,y)\\u_{y}(x,y,z)=-z\theta _{y}(x,y)\\u_{z}(x,y,z)=w(x,y)\end{cases}}}

### Hipótesis de Love-Kirchhoff
En las placas en que se desprecia la deformación por cortante, puede suponerse adecuadamente una hipótesis adicional conocida como hipótesis de Love-Kirchhoff. Esta hipótesis dice que:
5. {\displaystyle \theta _{x}(x,y)={\frac {\partial w}{\partial x}}\qquad \theta _{y}(x,y)={\frac {\partial w}{\partial y}}}

Esta hipótesis es análoga a la hipótesis de Navier-Bernoulli para vigas. De hecho existe un paralelo entre los modelos de vigas y de placas. El modelo de placa de Reissner-Mindlin es el equivalente de la viga de Timoshenko, mientras que el modelo de placa de Love-Kirchhoff es el equivalente de la viga de Euler-Bernoulli.
Las hipótesis de Reissner-Mindlin combinada con la hipótesis de Love-Kirchhoff proporcionan una hipótesis cinemática para los desplazamientos. A partir de esos desplazamientos pueden calcularse fácilmente las deformaciones para una placa delgada:

{\displaystyle \varepsilon _{xx}={\frac {\partial u_{x}}{\partial x}}=-z{\frac {\partial ^{2}w}{\partial x^{2}}}\qquad \varepsilon _{yy}={\frac {\partial u_{y}}{\partial y}}=-z{\frac {\partial ^{2}w}{\partial y^{2}}}\qquad \varepsilon _{xy}={\frac {1}{2}}\left({\frac {\partial u_{x}}{\partial y}}+{\frac {\partial u_{y}}{\partial x}}\right)=-z{\frac {\partial ^{2}w}{\partial x\partial y}}}

En función de esas deformaciones las tensiones se calculan trivialmente a partir de las ecuaciones de Lamé-Hooke que generalizan la ley de Hooke para sólidos deformables.

### Ecuación de Lagrange para placas delgadas
Para una placa plana de espesor constante en la que sean válidas las hipótesis de Reissner-Mindlin y Love-Kircchoff el descenso vertical en cada punto bajo la acción de las cargas apoyadas sobre ella viene dada por:

(1){\displaystyle \Delta \Delta w(x,y)={\frac {q(x,y)}{D}}}

Donde w(x, y) es la flecha vertical o descenso vertical de la placa en el punto de coordenadas (x, y), q(x, y) es la carga por unidad de área en el mismo punto, el operador laplaciano se define, en coordenadas cartesianas, por la siguiente suma de operadores:

{\displaystyle \Delta ={\frac {\partial ^{2}}{\partial x^{2}}}+{\frac {\partial ^{2}}{\partial y^{2}}},\qquad \qquad \Rightarrow \Delta \Delta w={\frac {\partial ^{4}w}{\partial x^{4}}}+2{\frac {\partial ^{4}w}{\partial x^{2}y^{2}}}+{\frac {\partial ^{4}w}{\partial y^{4}}}}

Y finalmente la constante D es la rigidez flexional de placas y viene dada en función del espesor de la placa (h), el módulo de Young (E), el coeficiente de Poisson (ν):

{\displaystyle D={\frac {Eh^{3}}{12(1-\nu ^{2})}}}

Es interesante notar que la ecuación (1) es el análogo de la ecuación de la elástica para vigas. Para placas de espesor no constante, análogamente al caso de la ecuación de la elástica para vigas, la flecha y la carga aplicada están relacionadas por la ecuación:

(2){\displaystyle \Delta \left(D\Delta w(x,y)\right)=q(x,y)}

Donde ahora la rigidez flexional D es función una D(x, y) que depende del punto concreto de placa.
La resolución de la ecuación (1) en general no es trivial y requiere tanto el uso de coordenadas adecuadas (para placas rectangulares se emplean coordenadas cartesianas, pero para placas circulares se emplean coordenadas cilíndricas) como la elección de algún método adecuado de integración. Entre los más sencillos están el método de Navier-Kirchhof y el método de Levy que se basan en series obtenidas mediante el método de separación de variables.

### Cálculo de tensiones en placas delgadas
En una lámina sometida fundamentalmente a flexión en la que se desprecia la deformación por cortante, o lámina de Love-Kirchhof, los esfuerzos internos se caracterizan por dos momentos flectores {\displaystyle m_{x},m_{y}\;} según dos direcciones mutuamente perpendiculares y un esfuerzo de torsión {\displaystyle m_{xy}}. Estos esfuerzos están directamente relacionados con la flecha vertical w(x, y) en cada punto por:

{\displaystyle {\begin{cases}m_{x}=-D\left[{\cfrac {\partial ^{2}w}{\partial x^{2}}}+\nu {\cfrac {\partial ^{2}w}{\partial y^{2}}}\right]&m_{xy}=-D(1-\nu )\left[{\cfrac {\partial ^{2}w}{\partial y\partial x}}\right]\\m_{y}=-D\left[\nu {\cfrac {\partial ^{2}w}{\partial x^{2}}}+{\cfrac {\partial ^{2}w}{\partial y^{2}}}\right]\end{cases}}}

Donde:
{\displaystyle \nu \,}, es el coeficiente de Poisson del material de la placa.
{\displaystyle D=Eh^{3}/12(1-\nu ^{2})\;}, es la rigidez en flexión de la placa, siendo:
{\displaystyle E\;} el módulo de Young del material de la placa, y h el espesor de la placa.
Las tensiones sobre una placa son directamente calculabes a partir de los esfuerzos anteriores:

{\displaystyle {\begin{cases}\sigma _{xx}={\cfrac {12z}{h^{3}}}m_{y}(x,y)&\sigma _{xy}={\cfrac {12z}{h^{3}}}m_{xy}(x,y)\\\sigma _{yy}={\cfrac {12z}{h^{3}}}m_{x}(x,y)&\sigma _{xz}=\sigma _{yz}=\sigma _{zz}=0\end{cases}}}

### Placas rectangulares
Para una placa rectangular de dimensiones a y b con carga uniforme q (por unidad de superficie) y simplemente apoyada en sus extremos la deflexión vertical {\displaystyle \scriptstyle w(x,y)} de la misma viene dada por:

{\displaystyle w(x,y)={\frac {16q}{\pi ^{6}D}}\sum _{m=1,3,5,\dots }^{\infty }\sum _{n=1,3,5,\dots }^{\infty }{\frac {1}{mn}}{\frac {\sin \left({\frac {m\pi x}{a}}\right)\sin \left({\frac {n\pi y}{b}}\right)}{\left[\left({\frac {m}{a}}\right)^{2}+\left({\frac {n}{b}}\right)^{2}\right]^{2}}}}

con:
{\displaystyle D=Eh^{3}/[12(1-\nu ^{2})]\,}, rigidez flexional de placas
{\displaystyle h<<\min(a,b)\,}, grosor de la placa.
{\displaystyle E,\nu \,}, módulo de Young y coeficiente de Poisson del material de la placa.
La anterior serie converge muy rápidamente por lo que se obtiene una muy buena aproximación tomando solo los 3 o 6 primeros términos, además puede demostrarse que la flecha máxima cumple:

{\displaystyle w_{\max }={\frac {16q}{\pi ^{6}D}}\sum _{m=1,3,5,\dots }^{\infty }\sum _{n=1,3,5,\dots }^{\infty }{\frac {(-1)^{{\frac {m+n}{2}}-1}}{mn\left[\left({\frac {m}{a}}\right)^{2}+\left({\frac {n}{b}}\right)^{2}\right]^{2}}}\leq {\frac {16q}{\pi ^{6}D}}\left({\frac {a^{2}b^{2}}{a^{2}+b^{2}}}\right)^{2}={\frac {192}{\pi ^{6}}}{\frac {qa^{4}}{Eh^{3}}}(1-\nu ^{2}){\frac {\lambda ^{2}}{(1+\lambda ^{2})^{2}}}}

donde {\displaystyle \lambda =a/b\geq 1\,}.

## Cálculo de láminas
Una lámina es un elemento estructural bidimensional curvado. Si las placas se tratan análogamente a las vigas rectas, las láminas son el análogo bidimensional de los arcos.
Usando coordenadas curvilíneas ortogonales sobre la superficie {\displaystyle \scriptstyle (\alpha ,\beta )\,} se pueden escribir las ecuaciones de equilibrio para los esfuerzos internos para una lámina de Reisner-Mindlin como:

{\displaystyle {\begin{cases}-{\cfrac {U'_{v}}{UV}}n_{uv}+{\cfrac {V'_{u}}{UV}}n_{vv}+{\cfrac {q_{u}}{R_{u}}}-{\cfrac {1}{UV}}\left[(Vn_{uu})'_{u}+(Un_{vu})'_{v}\right]=p_{u}\\+{\cfrac {U'_{v}}{UV}}n_{uu}-{\cfrac {V'_{u}}{UV}}n_{vu}+{\cfrac {q_{v}}{R_{v}}}-{\cfrac {1}{UV}}\left[(Vn_{uv})'_{u}+(Un_{vv})'_{v}\right]=p_{v}\\-{\cfrac {n_{uu}}{R_{u}}}-{\cfrac {n_{vv}}{R_{v}}}-{\cfrac {1}{UV}}\left[(Vq_{u})'_{u}+(Uq_{v})'_{v}\right]=p_{\eta }\\-{\cfrac {U'_{v}}{UV}}m_{uv}+{\cfrac {V'_{u}}{UV}}m_{vv}+q_{u}-{\cfrac {1}{UV}}\left[(Vm_{uu})'_{u}+(Um_{vu})'_{v}\right]=m_{u}\\+{\cfrac {U'_{v}}{UV}}m_{uu}-{\cfrac {V'_{u}}{UV}}m_{vu}+q_{v}-{\cfrac {1}{UV}}\left[(Vm_{uv})'_{u}+(Um_{vv})'_{v}\right]=m_{v}\end{cases}}}

Donde:
{\displaystyle {'}_{u},\ {'}_{v}}, indican las derivadas parciales respecto a las coordenadas u, v.
{\displaystyle U=\|{\mathbf {r} '}_{u}\|} es el módulo del vector tangente asociado a la coordenada u.
{\displaystyle V=\|{\mathbf {r} '}_{v}\|} es el módulo del vector tangente asociado a la coordenada v.
{\displaystyle R_{u},R_{v}\,} son los radios de curvatura según las direcciones de las líneas coordenadas.
{\displaystyle p_{u},p_{v},p_{\eta }\,} son las fuerzas por unidad de área en cada punto de la lámina.
{\displaystyle m_{u},m_{v}\,} son las momentos por unidad de área en cada punto de la lámina.
{\displaystyle n_{uu},n_{uv},n_{vu},n_{vv}\,} son los esfuerzos de membrana.
{\displaystyle q_{u},q_{v}\,} son los esfuerzos cortantes de la placa.
{\displaystyle m_{uu},m_{vv}\,} son los momentos flectores de la placa.
{\displaystyle m_{uv},m_{vu}\,} son los momentos torsores de la placa.

### Cúpula bajo su peso propio
Como ejemplo de las anteriores ecuaciones podemos considerar una cúpula en forma de casquete esférico sometida a su propio peso. Cada punto de la cúpula bidimensional se puede parametrizar mediante las coordenadas {\displaystyle (u,v)\ [=(\theta ,\phi )]\,}:

{\displaystyle \mathbf {r} =R_{C}(\sin \theta \cos \phi ,\sin \theta \sin \phi ,\cos \theta ),\qquad \mathbf {p} =(p_{\theta },p_{\phi },p_{\eta })=-p(\sin \theta ,0,\cos \theta )}

Con lo cual tenemos los factores geométricos siguientes:

{\displaystyle U=\|\mathbf {r} _{\theta }\|=R_{C},\qquad V=\|\mathbf {r} _{\phi }\|=R_{C}\sin \theta }

Y por tanto las ecuaciones anteriores quedarán reducidas a:

{\displaystyle {\begin{cases}+n_{\phi \phi }\cos \theta +q_{\theta }-(n_{\theta \theta })'_{\theta }-n_{\theta \theta }\tan \theta =-R_{C}p\sin \theta \\-n_{\phi \theta }\cos \theta +{\cfrac {q_{\phi }}{\sin \theta }}-(n_{\theta \phi })'_{\theta }-n_{\theta \phi }\tan \theta =0\\-n_{\theta \theta }-{\cfrac {n_{\phi \phi }}{\sin \theta }}-(q_{\theta })'_{\theta }-q_{\theta }\tan \theta =-R_{C}p\cos \theta \\+m_{\phi \phi }\cos \theta +R_{C}q_{\theta }-(m_{\theta \theta })'_{\theta }-m_{\theta \theta }\tan \theta =0\\-m_{\phi \theta }\cos \theta +R_{C}q_{\phi }-(m_{\theta \phi })'_{\theta }-m_{\theta \phi }\tan \theta =0\end{cases}}}

### Lámina axisimétrica
El caso general de una lámina general requiere usar coordenadas curvilíneas generales para parametrizar su superficie, eso conduce a ecuaciones de gobierno que son ecuaciones en derivadas parciales cuya integración es complicada. Sin embargo muchos casos de interés involucran láminas con simetría axial o de revolución, con cargas que también respetan la simetría axial. En esos casos la geometría de la superficie puede parametrizarse mediante una coordenada (que da su "perfil" radial), y las ecuaciones de gobierno en ese caso involucran derivadas respecto a una única coordenada, y por tanto son un sistema de ecuaciones diferenciales ordinarias. Gracias a eso el comportamiento real puede estimarse mediante métodos clásicos, ya que resulta factible integrar en algunos casos las ecuaciones de gobierno. Esto contrata con el caso general para el cual no se conocen las soluciones analíticas de las ecuaciones de gobierno, por lo que en el caso general el comportamiento solo puede investigarse buscando soluciones numéricas aproximadas a las ecuaciones de gobierno.
El caso más simple de teoría de láminas axisimétricas es la teoría estática especial de Cosserat que describe el comportamiento de placas axisimétricas susceptibles de sufrir flexión en su superficie media, extensión de la misma y cortante en el espesor.

## Deflexión cualitativa de una placa de metálica muy fina bajo la presión de un líquido o gas.
Algunas veces se puede presentar que un líquido a una determinada presión, viscosidad y temperatura, o un gas a una determinada presión, penetre en un recipiente, limitado al exterior por una lámina de metal muy fino, que estaría, por ejemplo, sometido por un lado a la presión atmosférica Pat y por el otro lado a la presión del líquido o gas Pi. Ante esta situación el metal se deforma y pueden suceder dos fenómenos: que al disminuir la presión, y teniendo el metal propiedades de elasticidad, el mismo regrese a la situación original, cumpliéndose la ley Hooke, o bien que, por cualquier motivo, el metal entre en la zona de fluencia. En este caso el metal ya no regresa a su forma original, es decir, se deforma y si la presión es muy elevada, el metal podría llegar al punto de rotura.
Ver en esta imagen como la lámina de metal fino regresa a su forma original:
Este fenómeno se puede presentar en un instrumento denominado tubo de Bourdon, que podría considerarse un caso de una lámina de metal flexible sometida a dos presiones, la interna, que es un líquido o gas que penetró en el tubo de Bourdon, y la presión atmosférica, en una determinada presión. El instrumento puede medir tanto presión como temperatura
.